# 雷澤盧申角
59°26′S 27°7′W / 59.433°S 27.117°W
雷澤盧申角（英語：Resolution Point），是南極洲的海岬，位於南桑威奇群島的庫克島東北部，在1775年由詹姆斯·庫克率領的英國探險隊發現，在1930年由英國研究隊繪入地圖，由英國海外領土管轄。